# L'Himalaya
Pour les articles homonymes, voir Himalaya (homonymie).
L’Himalaya est un paquebot lancé en 1902 assurant des liaisons avec l’Indochine réquisitionné en 1915 par la marine nationale et coulé en 1917 au large de Bizerte. 

## Conception et description
Construit sur le plans de Risbec au chantier naval de La Ciotat.

## Carrière
Lancé le 22 novembre 1902, L’Himalaya effectue son premier voyage Marseille-Saïgon le 20 mai 1903. Il est ensuite affecté à la ligne Dunkerque-Haïphong. En 1907 il sert d’école d’application à des élèves officiers de marine mais le coût de l’opération met rapidement un terme à cette utilisation.
En 1915 il est réquisitionné et affecté à des transports pour l’armée d’orient. En 1916 il transporte, avec le Latouche-Tréville, les troupes russes du Corps expéditionnaire russe en France de Dalian à Marseille.

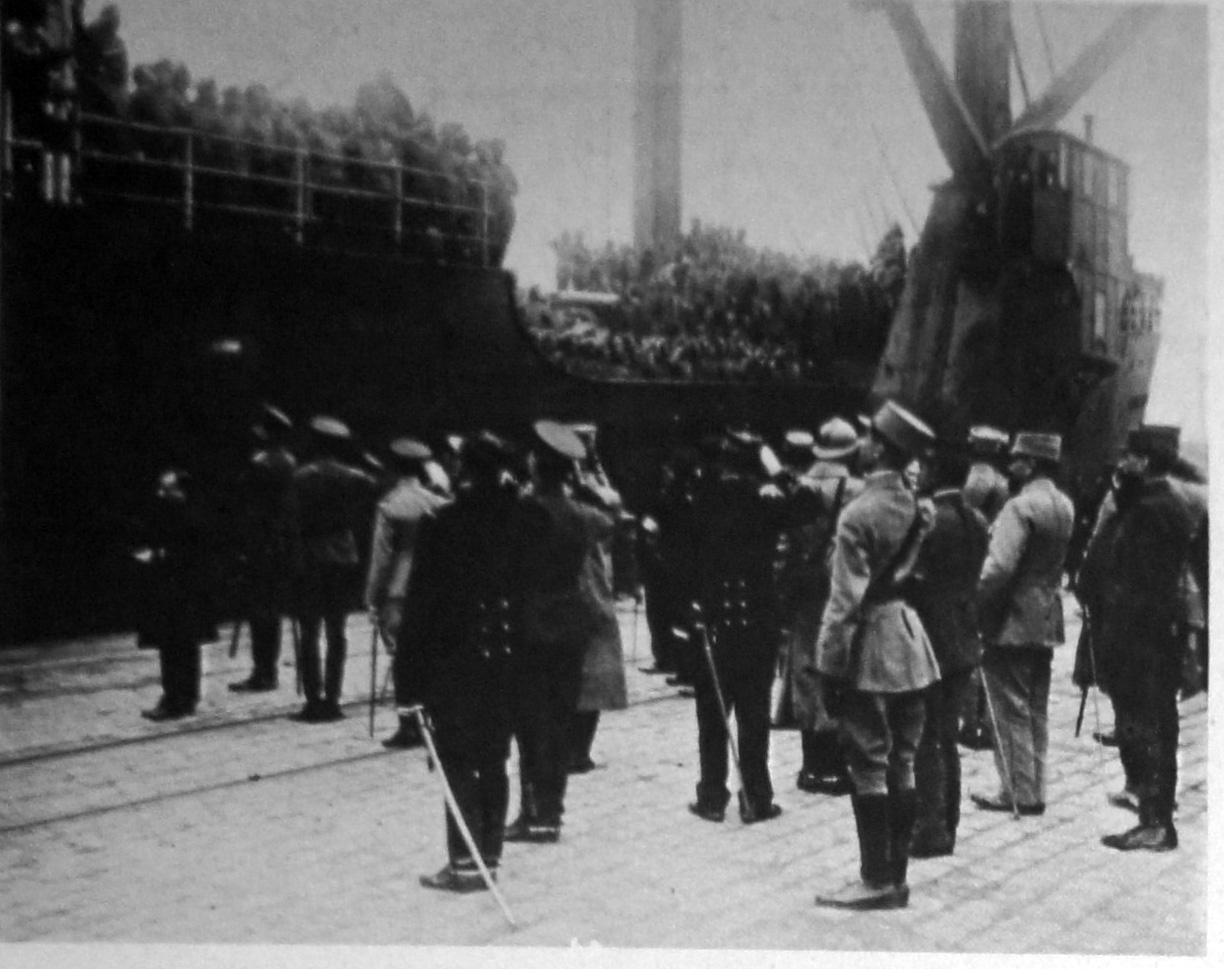
Débarquement de russes à Marseille.

Au matin du 22 juin 1917 L’Himalaya est torpillé par le U-63 au large de Bizerte.